# رالف آنگوس مکواری
رالف آنگوس مکواری (انگلیسی: Ralph McQuarrie; ۱۳ ژوئن ۱۹۲۹ – ۳ مارس ۲۰۱۲) تصویرگر و طراح اهل ایالات متحده آمریکا بود. وی برندهٔ جایزه اسکار بهترین جلوه‌های تصویری شده‌است.